# Ennéagramme
Pour les articles homonymes, voir Ennéagramme (homonymie).
 (juin 2017).

Figure de l'ennéagramme.

L'ennéagramme, à l'origine un outil d'auto-évaluation, est un système d'étude de la personnalité dont l'étymologie est basée sur les termes grecs Ennea pour le chiffre neuf et gramme pour dessin ou quelque chose d'écrit. Cet outil définit les personnalités selon neuf types différents, en fonction des habitudes affectives, des modes de pensée et du rapport aux autres. Matérialisé visuellement par un diagramme ou figure géométrique qui positionne ces neuf types, il décrit aussi leurs interactions.
Il a été introduit par Georges Gurdjieff au début du XXe siècle. À partir des années 1970, il s'est diffusé  aux États-Unis, puis en France, dans des conceptions dérivées grâce à divers auteurs dans le courant de la psychologie humaniste, en tant que méthode de développement personnel .
Cette méthode, considérée comme pseudoscientifique, est aujourd'hui également utilisée dans le domaine du management, et fait l'objet de nombreux séminaires, livres, magazines et DVD,.

## Principe
L'ennéagramme définit neuf types de personnalité, appelés aussi bases ou ennéatypes.
Il explique également les liens entre les personnes selon leur type de profil.
Les types décrivent des caractéristiques de l'homme (vertu dominante, passion dominante, ...), et leur fonctionnement actuel selon des mécanismes de défense.
Les auteurs leur ont donné des appellations, critiquables et sur lesquelles il existe d'ailleurs des désaccords. Les typologies les plus courantes sont les suivantes :  
- Type 1 - Le perfectionniste
- Type 2 - L'altruiste, ou indispensable
- Type 3 - Le battant, ou arriviste
- Type 4 - Le romantique, ou individualiste
- Type 5 - L'observateur, ou cérébral
- Type 6 - Le loyal-sceptique, ou légaliste
- Type 7 - L'épicurien, ou jouisseur
- Type 8 - Le protecteur, ou petit chef
- Type 9 - Le médiateur, ou temporisateur

## Histoire

### Origine
L'origine de l'ennéagramme et de son symbole reste floue et diverses thèses plus ou moins étayées ont vu le jour à ce sujet.
Selon le Lama Kunzang / Pascal Treffainguy dans Comprendre et pratiquer le bouddhisme œcuménique : une vision laïque de la vie et de la mort, l'enseignement de l'ennéagramme serait d'origine mésopotamienne. Il aurait été transmis selon eux aux sages tibétains de la tradition Boeun et est pratiqué encore de nos jours en combinant neuf types astrologiques, inscrits dans le carré magique, en astrologie tibétaine. Ces types ont également été succinctement présentés par Philippe Cornu dans L'astrologie tibétaine.
Selon Tor Waag et Andreas Ebert (Theologe) (de), auteurs sur le sujet de l'ennéagramme, Évagre le Pontique, un moine du IVe siècle, utilisait un système de huit passions et vertus (sans pour autant se servir d'une figure pour les représenter) qui serait conceptuellement identique à l'ennéagramme moderne des personnalités,,.
De son côté, Oscar Ichazo qui est le premier à donner un nom aux 9 types et à étudier les correspondances entre les 9 types et les 9 points du diagramme nie l'origine soufie et affirme que la source principale de l'ennéagramme est la Kabbale.
Gurdjieff prétend avoir connu l'ennéagramme au contact d'une hypothétique confrérie des Sarmoung en Asie centrale,,, (parfois orthographié Sarman ou Sarmoun). Pour James Moore (Cornish author) (en), membre de la Royal Asiatic Society of Great Britain and Ireland et reconnu comme un expert de Gurdjieff, dans son étude, la possibilité que Gurdjieff ait inventé ce modèle est probante par comparaison avec les caractéristiques similaires de ses autres créations et concepts. De plus aucune étude universitaire n’a démontré qu’il pourrait avoir une autre origine. Toujours selon Moore, même Whitall Perry, un des critiques les plus virulents de Gurdjieff considère qu’il en est l’auteur, James Webb (historian) (en), qui aurait fait l’étude la plus approfondie sur le sujet, n’a pu trouver d’autres origines à l’ennéagramme. La conclusion de Moore est que « L’ennéagramme est sui generis et Gurdjieff, s’il n’en est pas l’auteur en est au moins son premier promoteur ».

### Historique

#### Gurdjieff, Ouspensky

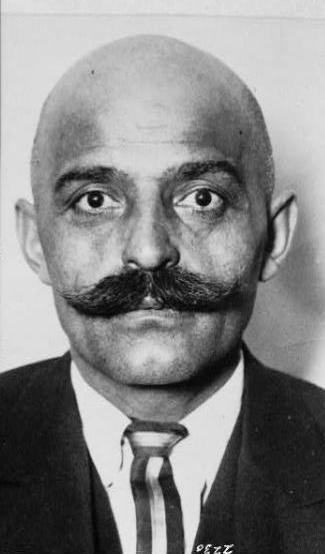
Georges Gurdjieff.

Gurdjieff aurait présenté la figure de l'ennéagramme à ses étudiants vers 1916.
Toutefois, la première publication sur le sujet date de la parution du livre d’Ouspensky, Fragments d'un enseignement inconnu en 1949,,. C’est Ouspensky qui greffa sur ce diagramme un système d’équivalences avec les fonctions du corps humain et les planètes.
Puis Rodney Collin-Smith, un de ses disciples, fit correspondre l’ennéagramme au déroulement d’une vie humaine qu’il divisa en neuf périodes et à différents types psychologiques.

#### Robert Ochs
Robert Ochs était un jésuite qui enseignait à l’université Loyola de Chicago. Il adapta l’ennéagramme à la doctrine catholique puis commença à l’enseigner dans le cursus universitaire.
Robert Ochs a entre autres enseigné l'outil à Kathleen Hurley et Theodorre Donson (à l'origine du concept de centre réprimé), Don Richard Riso, ainsi que les auteurs du premier livre sur le sujet, en 1984 : Maria Beesing, Patrick O'Leary et Robert Nogosek.

### Popularisation
L'ennéagramme est adapté par des psychiatres américains au début des années 1970.
L'ennéagramme s'est popularisé depuis les États-Unis à partir des années 1980.
En 2015, Daniel Lafargue auteur de La face cachée de l’ennéagramme estime « il s’est déjà beaucoup infiltré, notamment, dans le milieu du développement personnel, le conseil en entreprise ou même l’Éducation nationale ! ».
Il a gagné en popularité dans le christianisme évangélique après la parution d'un livre dédié en 2016.
En 2020, l'ennéagramme est largement partagé sur les réseaux sociaux, le hashtag correspondant étant associé à 50 millions de vues sur TikTok.
En 2023, son usage est « largement diffusé dans des centres spirituels » chrétiens, notamment catholiques,.
Plusieurs entreprises de la Vendée utilisent en 2023 l'ennéagramme pour la formation de leurs employés, ce qui est critiqué par des syndicats et journaux locaux,.

## Critiques et controverses
L'usage de l'ennéagramme en contexte professionnel ou thérapeutique n'a pas de définition institutionnelle, et un grand nombre de pratiques sans lien entre elles peuvent être proposées sous cette bannière.
Cette méthode est mentionnée par la Mission interministérielle de vigilance et de lutte contre les dérives sectaires (MIVILUDES) figure dans une liste de pratiques « excluantes de la médecine traditionnelle » à risque de dérives sectaires pour un individu en le mettant en danger « dès lors qu’il est atteint d’une pathologie grave ou qu’il développe des dysfonctionnements mentaux induits par son thérapeute ».
L'ennéagramme est largement considéré comme n'ayant pas de fondement scientifique, par exemple par Luke Smillie de l'université de Melbourne, Sanjay Srivastava de l'université d'Oregon ou Rodica Damian de l'université de Houston.
Selon l'UNADFI, à propos du système Gurdjieff : « La typologie des personnalités varie avec les écoles en fonction de la clientèle, et ne repose généralement sur aucune base psychologique ou relationnelle scientifiquement reconnue ; elle peut même être remplacée par des types de tentations et de rédemptions à usage des chrétiens ».
La religieuse dominicaine et médecin Anne Lécu a publié en 2023 L’Ennéagramme n’est ni catho, ni casher. Elle considère que l'ennéagramme risque d'étiqueter  les gens et de les figer dans un comportement. Elle souligne également son caractère gnostique et le risque d'emprise qu'il apporte,.
Dans un article du 2 août 2023, Charlie Hebdo critique l'utilisation de l'ennéagramme et remarque son utilisation dans l'enseignement, dans le domaine de l'entreprise et dans certains organismes publics.
Selon une étude publiée en 2020 les preuves concernant l'enneagramme sont "peu concluantes pour la fiabilité et la validité" et les chercheurs ne trouvent pas les 9 types attendus, mais moins. Cependant les chercheurs rapportent que certaines études montrent un bénéfice pour le "développement spirituel/personnel" et que les sous-types recouvrent en partie d'autres théories comme le Modèle des Big Five (psychologie)

#### Ennéagramme en psychologie
- Fabien & Patricia Chabreuil - Le Grand Livre de l'Ennéagramme, éd. Eyrolles, 2008.
- Fabien Chabreuil et Patricia Chabreuil, Comprendre et gérer les types de personnalité : Guide de l'ennéagramme en entreprise, Dunod, 2023, 3e éd. (1re éd. 2005), 256 p.
- Fred Lacroix, Ennéagramme moderne, éd. Amazon, 2021
- Jean-Philippe Vidal - L'ennéagramme, 9 types de personnalités pour mieux se connaître, éd. Eyrolles, 2010.
- Sandra Maitri Les 9 visages de l'âme : l'épanouissement spirituel par l'ennéagramme, Payot 2004.
- Rémi J. De Roo, Pearl Marie Gervais, Diane Tolomeo, Eric Salmon, Bible et Ennéagramme - Neuf chemins de transformation à travers des figures bibliques, éd. Albin Michel, 2013.  (ISBN 978-2226249555)

#### Sources de l'ennéagramme
- Christian Bouchet, Gurdjieff, éd. Pardès
- Ouspensky, Fragments d'un enseignement inconnu, éd. Stock.
- Nicolas Tereshchenko, Gurdjieff et la quatrième voie, éd. Guy Trédaniel, 1991.

#### Critiques
- Daniel Lafargue, Zoom back camera ! La face cachée de l'ennéagramme, éd. Book-e-book, coll. Une chandelle dans les ténèbres #31, 2015  (ISBN 978-2-37246-002-6)
- Anne Lécu, L’ennéagramme n’est ni catho, ni casher, éd. Les Éditions du Cerf 2023  (ISBN 9782204152341)